# Bertil Cavallin
Bertil Ivan Pontus Cavallin, född 20 februari 1934, död 28 maj 2015 i Helsingborg, var en svensk författare och översättare från latin och klassisk grekiska.

## Biografi
Cavallin avlade studentexamen i Helsingborg 1952 och filosofisk ämbetsexamen vid Lunds universitet 1958. Han blev adjunkt vid Lundsbergs skola 1959, genomgick praktisk lärarkurs vid Katedralskolan i Lund 1962 och blev adjunkt vid högre allmänna läroverket i Kristianstad 1963 och i latin och grekiska vid högre allmänna läroverket i Skellefteå samma år.
Cavallin är gravsatt i Skogsminneslunden vid Helsingborgs krematorium.

## Översättningar
- Tacitus: Annaler (Ab excessu divi Augusti) (Forum, 1966–1968)
- Sallustius: Catilina, Jugurtha (Bellum Catilinae och Bellum Iugurthinum) (Forum,1969)
- Tacitus: Maktspelet i Rom (Historiarum libri) (Forum, 1971)
- Lucretius: Om tingens natur (De rerum natura) (Forum, 1972)
- Demosthenes & Cicero: Tre politiska tal (Peri tou stephanou och Actionis in C. Verrem secundae liber quintus och Pro M. Marcello oratio) (Forum, 1973) [Innehåll: ”Kranstalet” av Demosthenes, ”Femte talet mot Verres” och ”Talet för Marcellus” av Cicero]
- Cicero: Sex tal inför senaten och folket: talen mot Catilina, talet för Sextus Roscius från Ameria, talet för Titus Annius Milo (Forum, 1975)
- Aulus Gellius: Attiska nätter (Noctes atticæ) (Forum, 1977)
- Lucius Annaeus Seneca: Breven till Lucilius (Ad Lucilium epistulae morales) (Forum, 1979)
- Lysias: Tolv tal (Forum,1983)
- Boethius: Filosofins tröst (De consolatione philosophiae libri quinque) (Atlantis, 1987)

## Priser och utmärkelser
- 1974 – Sveriges Författarfonds premium till personer för belöning av litterär förtjänst
- 1978 – Svenska Akademiens översättarpris
- 1981 – Letterstedtska priset för översättningen av Senecas Breven till Lucilius
- 1988 – De Nios översättarpris